# 1371
Năm 1371 là một năm trong lịch Julius.